# 奧齊戈縣 (密歇根州)
奧齊戈縣（英語：Otsego County）是美國密歇根州下半島北部的一個縣。面積1,362平方公里。根據美國2000年人口普查，共有人口23,301人。縣治蓋洛德 (Gaylord)。
成立於1840年4月1日。縣名來自紐約州同名的縣。